# Monedas de euro de Luxemburgo
El euro (EUR o €) es la moneda oficial de las instituciones de la Unión Europea desde 1999, cuando sustituyó al ECU, de los Estados que pertenecen a la eurozona y de los micro-Estados europeos con quienes la Unión tiene acuerdos al respecto. También es utilizado de facto en Montenegro y Kosovo. Las monedas de euro están diseñadas de tal manera que en su anverso muestran un diseño específico del Estado emisor mientras que en su reverso muestran un diseño común.

## Diseño regular
Las monedas de euro luxemburguesas presentan tres diseños diferentes, pero los tres llevan el retrato o efigie del Gran Duque Enrique I de Luxemburgo. Los diseños, de la autoría de Yvette Gastauer-Claire, integran también las 12 estrellas de la Unión Europea, el año de acuñación y el nombre del país en la lengua local ("Lëtzebuerg").
Dado que es la primera vez que el Gran Duque Enrique aparece en alguna moneda, su cabeza está colocada hacia la izquierda. Generalmente, en las monedas que llevan el retrato de un jefe de Estado, la cabeza está girada hacia la derecha (significando así que no es la primera vez que la efigie es utilizada en alguna moneda).
En 2008, la Comisión Europea dictó una recomendación (que en 2012 pasó a ser reglamento) sobre las caras nacionales de las monedas de euro. Debido a ello, Luxemburgo debe cambiar sus diseños para cumplir con lo siguiente: "En la cara nacional deben figurar las doce estrellas europeas, que han de rodear por completo el diseño nacional, incluida la indicación del año de emisión y la del nombre del Estado miembro emisor". Luxemburgo está obligado a adecuar sus diseños como tarde el 20 de junio de 2062. En las monedas conmemorativas de 2 euros, cumple con lo anterior desde 2006.
| Motivos de las monedas de euro de Luxemburgo                                                                  |
| \| \| \| Enrique de Luxemburgo representación heráldica que da motivo a las monedas de euro de Luxemburgo. \| |
| |
| Enrique de Luxemburgo representación heráldica que da motivo a las monedas de euro de Luxemburgo.             |

| 0,01 €                        | 0,02 € | 0,05 €      |
| ----------------------------- | ------ | ----------- |
|                               |        |             |
| Efigie del Gran Duque Enrique |        |             |
| 0,10 €                        | 0,20 € | 0,50 €      |
|                               |        |             |
| Efigie del Gran Duque Enrique |        |             |
| 1,00 €                        | 2,00 € | 2 € (canto) |
|                               |        |             |
| Efigie del Gran Duque Enrique |        |             |

## Cantidad de piezas acuñadas
Hasta la fecha, las monedas de euro de Luxemburgo han sido acuñadas en otros países de la eurozona (entre 2002 y 2004, en los Países Bajos; en 2005 y 2006, en Finlandia; en 2007 y 2008, en Francia; y desde 2009, nuevamente en los Países Bajos).
|      | €0.01 | €0.02 | €0.05 | €0.10 | €0.20 | €0.50 | €1.00 | €2.00 |
| ---- | ----- | ----- | ----- | ----- | ----- | ----- | ----- | ----- |
| 2002 |       |       |       |       |       |       |       |       |
| 2003 |       |       |       |       |       |       |       |       |
| 2004 |       |       |       |       |       |       |       |       |
| 2005 |       |       |       |       |       |       |       |       |
| 2006 |       |       |       |       |       |       |       |       |
| 2007 |       |       |       |       |       |       |       |       |
| 2008 |       |       |       |       |       |       |       |       |
| 2009 |       |       |       |       |       |       |       |       |
| 2010 |       |       |       |       |       |       |       |       |
| 2011 |       |       |       |       |       |       |       |       |
| 2012 |       |       |       |       |       |       |       |       |
| 2013 |       |       |       |       |       |       |       |       |
| 2014 |       |       |       |       |       |       |       |       |
| 2015 |       |       |       |       |       |       |       |       |

## Monedas conmemorativas en euro de Luxemburgo
Para más información, véase monedas conmemorativas de 2 euros.
| Año  | Motivo | Emisión | Imagen |
| 2004 | Efigie y monograma del Gran Duque Enrique En la parte interior, a la izquierda aparece la efigie de S. A. R. el Gran Duque Enrique, mirando hacia la derecha, inscritas en su cuello las iniciales de la grabadora (GC de Yvette Gastauer-Claire); y a la derecha aparece su monograma (una H coronada, de Henri (“Enrique”). Las doce estrellas de la Unión aparecen en semicírculo a la derecha del monograma. El año 2004, rodeado por las marcas de ceca y del director de ceca, junto con la palabra LËTZEBUERG (“LUXEMBURGO”) están inscritos en círculo en la parte superior del anillo exterior. En la parte inferior aparecen las palabras HENRI - Grand-Duc de Luxembourg (“ENRIQUE - Gran Duque de Luxemburgo”). |         |        |
| 2005 | 50.º años del Gran Duque, 5 años reinando y 100 de la muerte del Gran Duque Adolfo En la parte interior de la moneda, aparece a la derecha la efigie de S. A. R. el Gran Duque Enrique, inscritas en su cuello las iniciales de la grabadora GC. A la izquierda, aparece la efigie del antiguo Gran Duque Adolfo. Sobre las efigies aparece el texto, en semicírculo, GRANDS-DUCS DE LUXEMBOURG (“GRANDES DUQUES DE LUXEMBURGO”); y bajo cada efigie aparecen las leyendas HENRI * 1955 (“ENRIQUE * 1955”, bajo la efigie del Gran Duque Enrique) y ADOLPHE † 1905 (“ADOLFO † 1905”, bajo la efigie del Gran Duque Adolfo). En el círculo exterior de la moneda, aparecen las doce estrellas de la Unión aparecen intercaladas en el año 2005 y las letras de la palabra LËTZEBUERG (“LUXEMBURGO”). Junto con el año aparecen la marca de la Casa de la Moneda de Finlandia a la derecha y una S (de Suomi “Finlandia”) a la izquierda, indicando que la moneda fue acuñada en este país. |         |        |
| 2006 | 25.º aniversario del heredero al trono En la parte interna de la moneda aparecen la efigie de S. A. R. el Gran Duque Enrique, de perfil mirando hacia la derecha, superpuesta a la del Gran Duque Heredero Guillermo, que figura en el lado derecho. Bajo las dos efigies figura el año 2006, entre la letra S y el símbolo de la Casa de la Moneda de Finlandia, la Rahapaja Oy. Las doce estrellas de la Unión rodean el diseño en el anillo exterior de la moneda. |         |        |
| 2007 | Conmemoración del Palacio Gran Ducal En la parte interior de la moneda aparece la efigie de S. A. R. el Gran Duque Enrique, a la derecha, de perfil mirando hacia la izquierda, superpuesta a la imagen del Palacio Gran Ducal, que figura en el lado izquierdo de la parte interior. A la izquierda aparece el año 2007 en vertical, entre la marca de la Monnaie de Paris (encima) y la marca del director de ceca (debajo). Bajo el diseño aparece el texto LËTZEBUERG (“LUXEMBURGO”). En el anillo exterior de la moneda aparecen las doce estrellas de la Unión y, en la estrella de las 5 en punto, la letra F de “Francia”, indicando que la moneda fue acuñada en este país. |         |        |
| 2007 | Diseño común: 50.º aniversario de la firma del Tratado de Roma |         |        |
| 2008 | Residencia oficial: Castillo de Berg La parte interior de la moneda muestra, a la izquierda en primer plano, la efigie de S. A. R. el Gran Duque Enrique; y, a la derecha en segundo plano, la representación del Castillo de Berg. La fecha de emisión 2008 está flanqueada por la marca de ceca y la marca del director de ceca, en la parte superior. El nombre LËTZEBUERG (“LUXEMBURGO”) aparece en la parte inferior del diseño. El anillo exterior de la moneda muestra las doce estrellas de la bandera europea. |         |        |
| 2009 | 90.º aniversario de la ascensión al trono de la Gran Duquesa Carlota La parte interior de la moneda muestra en el lado derecho y en primer plano vertical " LËTZEBUERG 2009 " indicando país emisor de la moneda y año de emisión. Al centro la efigie del Gran Duque Enrique superpuesta a la efigie de la Gran Duquesa Carlota de Luxemburgo en el lado izquierdo, ambos mirando a su derecha. El año se encuentra flanqueado por la marca de la Casa de la Moneda. Las doce estrellas de la Unión Europea rodean el diseño en la corona circular exterior de la moneda. |         |        |
| 2009 | Diseño común: X Aniversario de la creación de la Unión Económica y Monetaria |         |        |
| 2010 | Escudo de Armas del Gran Duque El anverso muestra, a la izquierda, la imagen del Gran Duque Enrique mirando hacia la derecha y, a la derecha, el Escudo de Armas del Gran Duque, sobre el cual figura el año de emisión entre las marcas de la Fábrica de la Moneda. Abajo, el nombre del país emisor, LËTZEBUERG, se superpone ligeramente sobre el anillo exterior. Las doce estrellas de la Unión Europea rodean el diseño en la corona circular exterior de la moneda. |         |        |
| 2011 | 50.º años del nombramiento de Juan como Gran Duque heredero La moneda muestra, a la derecha de su parte central, la efigie de Su Alteza Real el Gran Duque Enrique, mirando a la izquierda, superpuesta a las efigies del Gran Duque Jean y de la Gran Duquesa Charlotte. Sobre las tres efigies figura el texto “LËTZEBUERG”. La fecha de “2011”, con la marca de ceca y la del director de la misma a los lados, aparece en la parte superior. El nombre de sus Altezas Reales figura debajo de la efigie respectiva. En la corona circular de la moneda figuran las doce estrellas de la bandera europea. |         |        |
| 2012 | Boda del Príncipe Guillermo y la Condesa Estefanía de Lannoy |         |        |
| 2012 | El Gran Duque Enrique y el Gran Duque Guillermo IV |         |        |
| 2012 | Diseño común: X Aniversario de la puesta en circulación de los billetes y monedas en euros |         |        |
| 2013 | Himno Nacional |         |        |
| 2014 | 50.º aniversario de la ascensión al trono del Gran Duque Jean |         |        |
| 2014 | 175.º aniversario de la independencia de Luxemburgo |         |        |
| 2015 | 125 Aniversario de la dinastía Nassau-Weilburg |         |        |
| 2015 | 15 Aniversario de la llegada al Trono del Gran Duque Enrique |         |        |
| 2015 | Diseño común: 30.º aniversario de la Bandera europea |         |        |
| 2016 | 50 Años del Puente de la Gran Duquesa Carlota |         |        |
| 2017 | 50.º niversario del Servicio Militar Voluntario en Luxemburgo |         |        |
| 2017 | 200.º aniversario del nacimiento del Gran Duque Guillermo III |         |        |
| 2018 | 150 Aniversario de la Constitución de Luxemburgo |         |        |
| 2018 | 175 Aniversario de la muerte del Gran Duque Guillermo I |         |        |
| 2019 | Centenario de la ascensión al trono de la Gran Duquesa Carlota |         |        |
| 2019 | Cien años del sufragio universal en Luxemburgo |         |        |
| 2020 | Bicentenario del nacimiento del Príncipe Henry |         |        |
| 2020 | Nacimiento del príncipe heredero Charles |         |        |
| 2021 | Centenario del nacimiento del Gran Duque Jean |         |        |
| 2021 | 40.º aniversario del nacimiento del Gran Duque Guillermo y matrimonio del Gran Duque Enrique y la Gran Duquesa María Teresa |         |        |
| 2022 | 10.º aniversario de boda del Gran Duque Heredero Guillermo y la Gran Duquesa Heredera Estefanía |         |        |
| 2022 | 50.º aniversario de la bandera de Luxemburgo |         |        |
| 2022 | Diseño común: 35.º aniversario del programa Erasmus |         |        |